# Nua Fuentes
Nua Elizabeth Fuentes Aguirre es una socióloga, artista performática y activista transfeminista ecuatoriana. Como activista, ha sido portavoz del Pacto Trans y presidenta de la fundación Proyecto Transgénero, en representación de la cual ha comparecido en la Asamblea Nacional de Ecuador para discutir proyectos de ley en distintas ocasiones.

## Biografía
Realizó sus estudios superiores en la Pontificia Universidad Católica del Ecuador, donde obtuvo el título de socióloga. Posteriormente inició una maestría en ciencias sociales, género y desarrollo en la Facultad Latinoamericana de Ciencias Sociales (FLACSO).
En 2015, fue portavoz del Pacto Trans ante la Asamblea Nacional de Ecuador durante la discusión del proyecto de Ley Orgánica del Servicio Nacional de Gestión de la Identidad y Datos Civiles, donde promovió la inclusión universal del género en la cédula en lugar del campo de sexo. La versión final de la ley, que permitía el cambio del campo de sexo por el de género con la presencia de dos testigos como requerimiento, fue criticada por Fuentes, quien afirmó que imponer condiciones adicionales al reconocimiento de las personas transgénero las convertía en ciudadanas de segunda categoría.
Como artista performática, creó en 2015 junto a Antonella Zamora y Andrea Alejandro Freire el fanzine Máquina Púrpura, parte del proyecto artístico Las maricas no olvidamos.

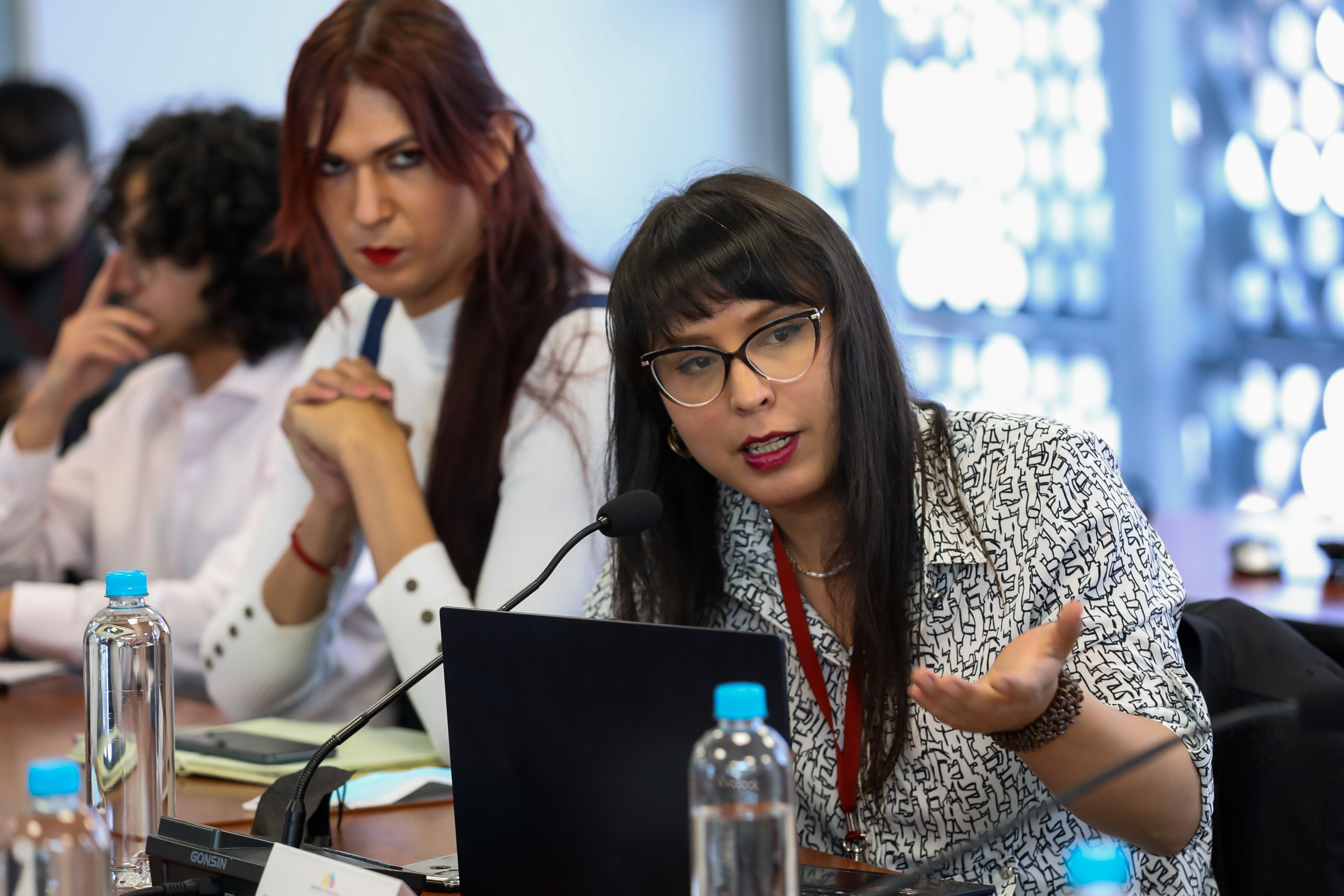
Nua Fuentes en una comparencia en la Asamblea Nacional en 2022.

Fue parte de la organización de la Marcha de las Putas de Ecuador (de 2016 a 2019) y de la campaña de Aborto Seguro, además de participar en el Paro Nacional de Ecuador de 2022, donde promovió una agenda de derechos de las disidencias sexuales. Como presidenta de la fundación Proyecto Transgénero, ha comparecido en la Asamblea Nacional para dar recomendaciones de las poblaciones LGBT a proyectos de ley como las reformas a la Ley de Gestión de Identidad y Datos Civiles y el proyecto de Ley de Economía Violeta.